# ワン・サイズ・フィッツ・オール
『ワン・サイズ・フィッツ・オール』 (One Size Fits All) は、1975年にリリースされたフランク・ザッパ&ザ・マザーズ・オブ・インヴェンションのアルバムである。本作はザッパの新作のスタジオ・アルバムとしては「ザ・マザーズ・オブ・インヴェンション」の名を冠した最後のものとなった。

## 概要
このアルバムは歴代マザーズの中でも特に評価の高い、ジョージ・デューク、チェスター・トンプソン、ルース・アンダーウッド、トム・ファウラー、ナポレオン・マーフィー・ブロックらを擁したバンドでの、最後の作品となった。本作には、ザッパの最も複雑かつ最も有名な曲の1つである「インカ・ローズ」が収録されている。ザッパにとってのヒーローの1人、ジョニー・"ギター"・ワトソンも2曲でゲスト参加している。
4chステレオ (Quadraphonic sound) ヴァージョンの製作も計画、告知されたが、実現しなかった。
1988年には、ライコディスクからCD化された。バック・カバーの星座は再発ごとに増えている。

## 収録曲
作詞・作曲はいずれもフランク・ザッパによる。
1. インカ・ローズ ("Inca Roads") - 8:45
2. キャント・アフォード・ノー・シューズ ("Can't Afford No Shoes") - 2:38
3. ソファ No. 1 ("Sofa No. 1") - 2:39
4. ポ・ジャマ・ピープル ("Po-Jama People") - 7:39
5. フロレンティン・ポーゲン ("Florentine Pogen") - 5:27
6. エヴェリン,ア・モディファイド・ドッグ ("Evelyn, a Modified Dog") - 1:04
7. サン・ベルディーノ ("San Ber'dino") - 5:57
8. アンディ ("Andy") - 6:04
9. ソファ No. 2 ("Sofa No. 2") - 2:42

## 参加メンバー
- フランク・ザッパ - 作曲、ヴォーカル、バッキング・ヴォーカル、プロデューサー、メイン演奏者、ギター
- ジョージ・デューク - キーボード、ヴォーカル、バッキング・ヴォーカル、シンセサイザー
- ナポレオン・マーフィー・ブロック - テナー･サックス、ヴォーカル、バッキング・ヴォーカル、フルート
- チェスター・トンプソン - ドラム、音響効果、声
- トム・ファウラー - ベース・ギター
- ルース・アンダーウッド - マリンバ、ヴィブラフォン、パーカッション
- ジェイムズ・"BIRD LEGS"・ユーマン - ベース・ギター　（2曲目のみ）
- ジョニー・"ギター"・ワトソン - ヴォーカル
- キャプテン・ビーフハート（クレジット名は「ブラッドショット・ローリン・レッド」） - ハーモニカ

### 製作
- ケリー・マクナブ - エンジニア、リミキシング
- カル・シェンケル - デザイン、イラスト、描画
- ロバート・ストーン - エンジニア
- マイケル・ブラウンシュタイン - エンジニア
- ユニティ - アシスタント・エンジニア
- ディック・バーバー - アシスタント・エンジニア、アシスタント
- ゲイリー・O - エンジニア
- フェレンク・ドブロニー - デザイン
- J・E・タリー - デザイン
- コイ・フェザーストーン - アシスタント・エンジニア
- ポール・ホフ - アシスタント・エンジニア、アシスタント
- Matti Laipio - 声、アシスタント・エンジニア
- ビル・ロメロ - 声、アシスタント・エンジニア
- リチャード・テックス・アベル - アシスタント・エンジニア、アシスタント
- ユッカ - エンジニア

## チャート
アルバム
- 1975年 - ビルボード・ポップ・アルバム…26位